# Abcoude-Baambrugge
Abcoude-Baambrugge est une ancienne commune néerlandaise de la province d'Utrecht.

## Historique
Avant le 1er janvier 1818, la commune s'appelait Baambrugge. Cette commune a appartenu d'abord à la province de la Hollande-Septentrionale, jusqu'au 19 septembre 1814, avant d'être rattaché à celle d'Utrecht.
Abcoude-Baambrugge était composée du village de Baambrugge et de la partie méridionale d'Abcoude. En 1840, la commune comptait 244 maisons et 1 173 habitants.
Le 1er mai 1941 Abcoude-Baambrugge a fusionné avec la commune d'Abcoude-Proostdij, pour former la nouvelle commune de Abcoude.